# كلايمر (نيويورك)
كلايمر (بالإنجليزية: Clymer, New York)‏ هي بلدة أمريكية تقع في الولايات المتحدة في مقاطعة تشاتاقوا، نيويورك. يقدر عدد سكانها بـ 1,698 نسمة ومساحتها 93.5 كم2 وترتفع عن سطح البحر 451 متر.

## تاريخ
بدأ الاستيطان حوالي عام 1820م و تأسست مدينة كليمر في عام 1821م من أحد أقسام مدينة تشوتوكوا وفي في عام 1824 تم تقسيم كليمر لتشكيل مدينة مينا الجديدة ومن ثم مرة أخرى في عام 1829م لتشكيل مدينة الخور الفرنسي. بلغ عدد سكان المدينة عام 1915م 1،341نسمة.
احتلت شركة نيكرز الزاوية الشمالية الغربية للتقاطع الرئيسي في المدينة منذ عام 1910م مروراً بأربعة أجيال من عائلة نيكرز.
تم إدراج مدرسة مقاطعة كليمر رقم 5 في السجل الوطني للأماكن التاريخية في عام 1994م.
في 24 من شهر سبتمبر عام 2012م، قُتل مدير مدرسة كليمر المركزية كيث ريد جونيور برصاص قاتل في منزله بالقرب من مدينة كليمر.
كانت كليمر مدينة جافة منذ عام 1974م.